# Панцерники класу «Коннектикат»
Панцерники класу «Коннектикат» (англ. Connecticut-class battleships) — остання серія, клас пре-дредноутів на озброєнні ВМС США. Коли вони надійшли на озброєння, вони вважались одними з найкращих панцерників у світі. Вони мали потужний бортовий залп (чотири 305-мм, чотири 204-мм, шість 178-мм, десять 76-мм і шість трифунтових гармат), чудові мореплавні властивості та високу (для свого часу) максимальну швидкість 19 вузлів. Кораблі цього класу також мали ряд недоліків. Теоретично, змішана артилерія середнього калібру мала мати такі переваги: 7-дюймові гармати стріляли б снарядами набагато важчими, ніж 6-дюймові гармати, і стріляли ними набагато швидше, ніж 8-дюймові гармати. Під час служби з'ясувалося, що фонтани води, які утворювалися від вибухів 8- і 7-дюймових снарядів важко було розрізнити, що не давало правильно корегувати стрільбу і змушувало знизити темп стрільби скемидюймових гармат. Уніфікація калібру середніх гармат (усі 8 дюймів або всі 7 дюймів) була б набагато кориснішою.
Кораблі вже були застарілими на момент введення в дію, оскільки за кілька місяців до їхнього прийняття до складу ВМС США Королівський флот прийняв на службу HMS «Dreadnought», зробивши всі попередні дредноути застарілими. Тим не менш, лінкори класу Коннектикат показали гідну службу у ВМС США. Чотири з п'ятьох (виняток становив Нью-Гемпшир) брали участь у рейсі Великого Білого флоту, а два з них («Коннектикат» і «Міннесота») служили флагманами ескадри в цьому рейсі.
Після цього рейсу кораблі були позбавлені ефективного лакофарбового покриття, а їх містки зменшили, щоб знизити їх профіль. Корпуси були перефарбовані з привабливого (але непотрібного у військовому плані) білого та блідо-жовтого на нудний, але функціональний сірий колір. Незважаючи на те, що вони були застарілими, порівнянні з сучасними дредноутами, вони служили на флоті доти, доки сучасні панцерники стали більш поширеними. Під час Першої світової війни вони служили навчальними кораблями. Вони були виведені з експлуатації внаслідок Вашингтонського договору.

## Перелік кораблів класу

### USS Connecticut (BB-18)
- Тактичний знак: ВВ-18

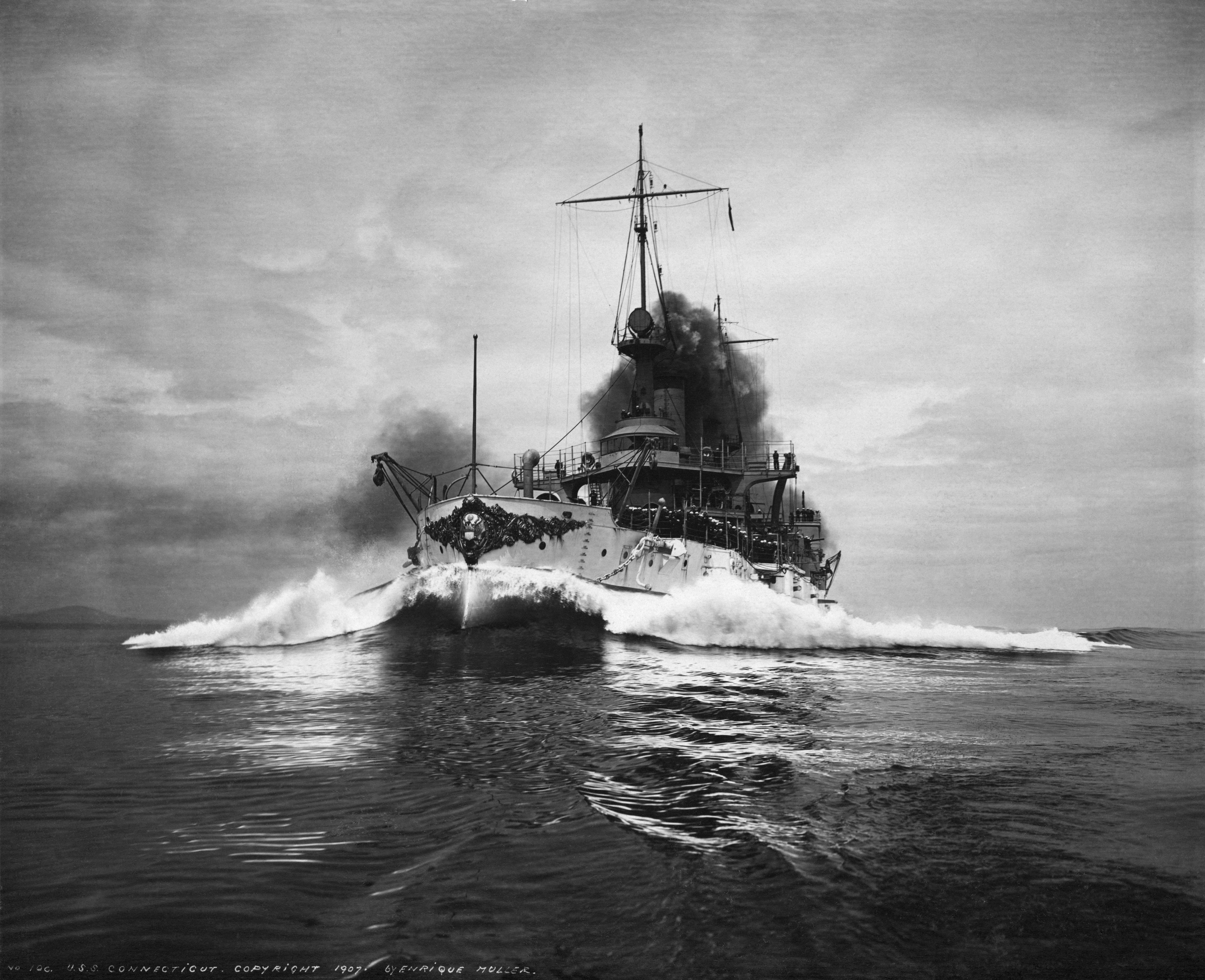
USS «Коннектикат»

- Кіль закладений: 10 березня 1903 року
- Спуск на воду: 29 вересня 1904 року
- Прийом на службу: 29 вересня 1906 року
- Доля: списаний 1 березня 1923 року
- Фотогалерея корабля

### USS Louisiana (ВВ-19)
- Тактичний знак: ВВ-19

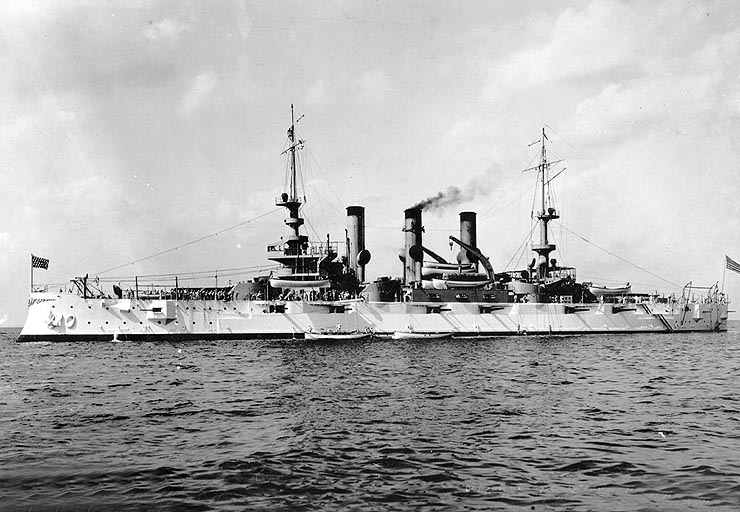
USS Louisiana

- Кіль закладений: 7 лютого 1903 року
- Спуск на воду: 27 серпня 1904 року
- Прийом на службу: 2 червня 1906 року
- Доля: списаний 20 жовтня 1920 р. - проданий на металобрухт
- Фотогалерея корабля

### USS Vermont (BB-20)
- Тактичний знак: ВВ-20

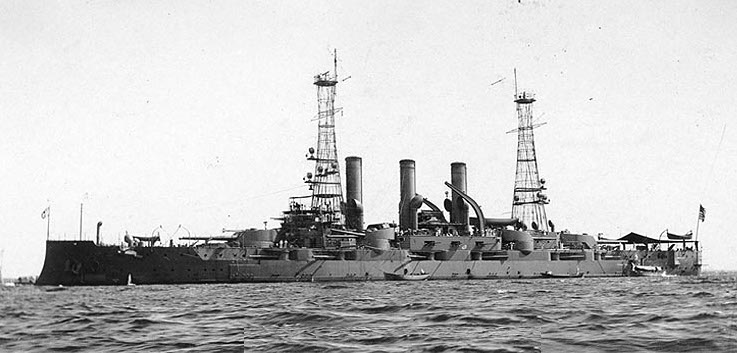
USS Вермонт

- Кіль закладений: 21 травня 1904 року
- Спуск на воду: 31 серпня 1905 року
- Прийом на службу: 3 квітня 1907 року
- Доля: списаний 30 червня 1920 р., зруйнований 11 жовтня 1923 р.
- Фотогалерея корабля

### USS Kansas (BB-21)
- Тактичний знак: ВВ-21

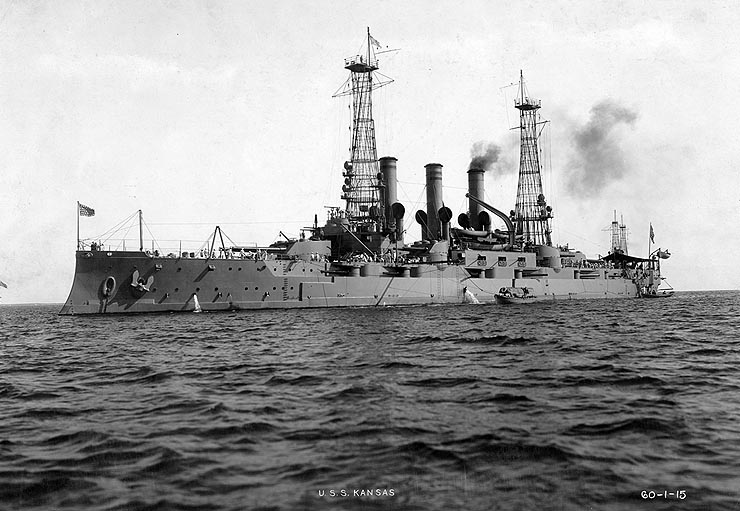
USS "Канзас"

- Закладений кіль: 10 лютого 1904 року
- Спуск на воду: 12 серпня 1905 року
- Прийом на службу: 18 квітня 1907 року
- Доля: списаний 16 грудня 1921 року
- Фотогалерея корабля

### USS Minnesota (BB-22)
- Тактичний знак: ВВ-22

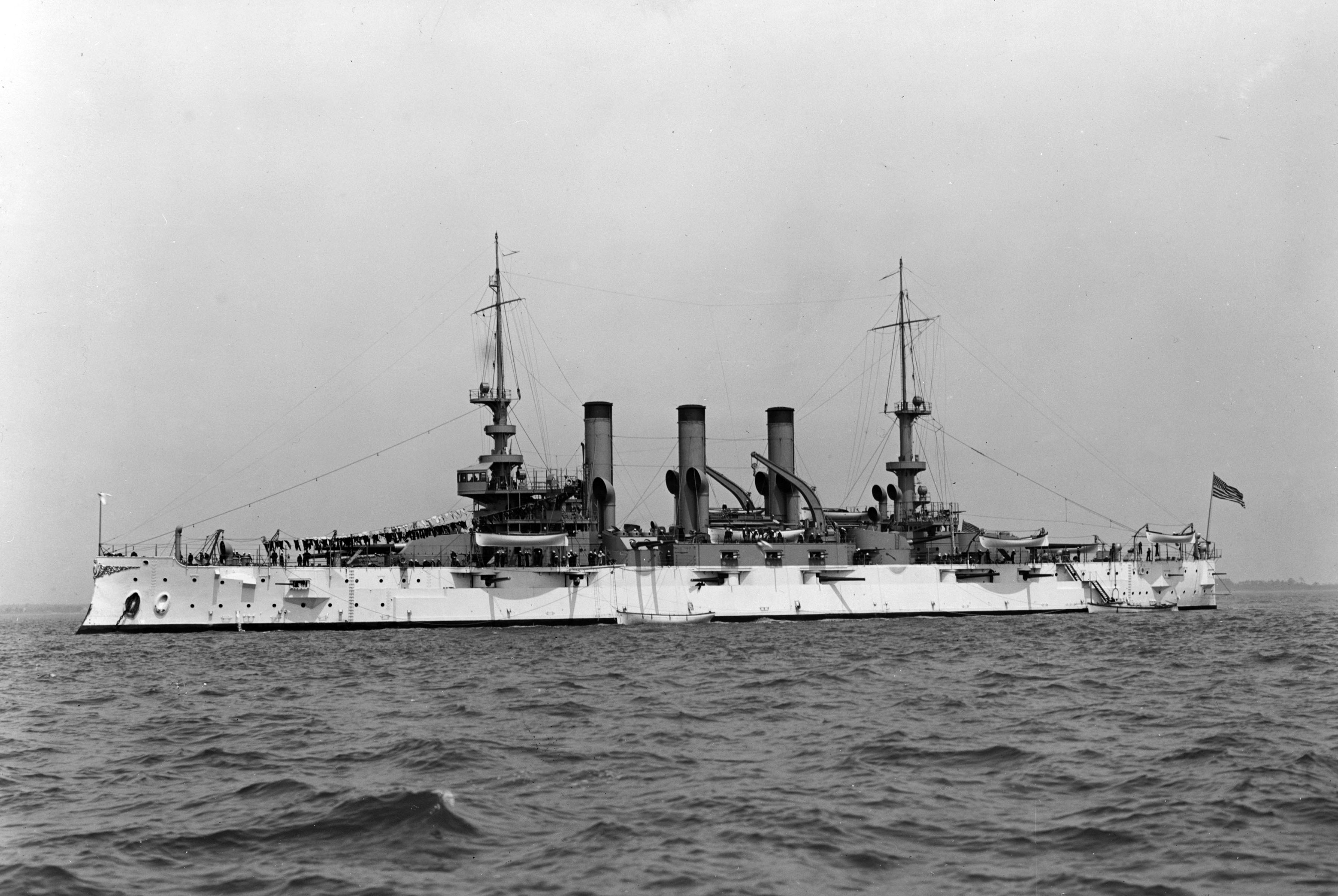
USS Minnesota

- Кіль закладений: 27 жовтня 1903 року
- Спуск на воду: 8 квітня 1905 року
- Прийом на службу: 9 березня 1907 року
- Доля: списаний 1 грудня 1921 р., проданий на металобрухт
- Фотогалерея корабля

### USS New Hampshire (BB-25)
- Тактичний знак: ВВ-25

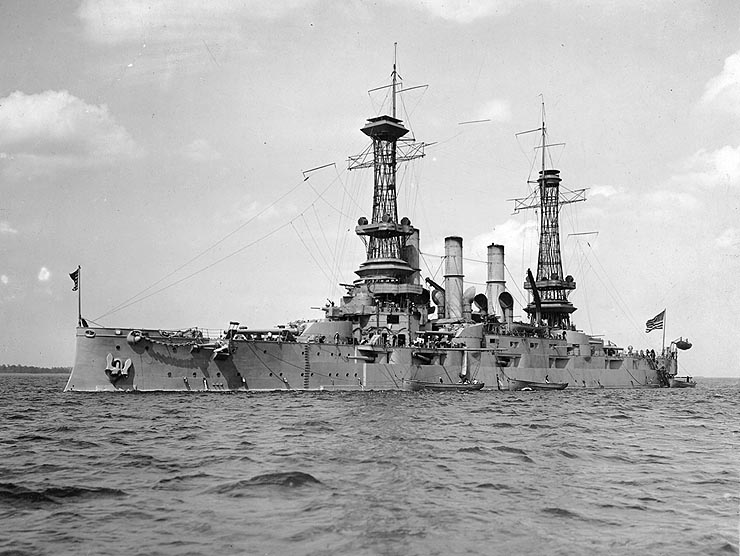
USS "Нью-Гемпшир"

- Закладений кіль: 1 травня 1905 року
- Спуск на воду: 30 червня 1906 року
- Прийом на службу: 19 березня 1908 року
- Доля: списаний 21 травня 1921 р., проданий на металобрухт
- Фотогалерея корабля